# Новокульшарипово
Новокульшарипово — село в Асекеевском районе Оренбургской области в составе сельского поселения  Старокульшариповский сельсовет.

## География
Находится у реки Башкирка на расстоянии примерно в 16 километров на юго-восток от районного центра Асекеево.

## Население
Население составляло 193 человека в 2002 году (98% татары),  192 по переписи 2010 года.